# Resolutie 1062 Veiligheidsraad Verenigde Naties
Resolutie 1062 van de Veiligheidsraad van de Verenigde Naties werd unaniem door de
VN-Veiligheidsraad aangenomen op 28 juni 1996.

## Achtergrond
Nadat in 1964 geweld was uitgebroken tussen de Griekse- en Turkse bevolkingsgroep op Cyprus stationeerden
de VN de UNFICYP-vredesmacht op het eiland. Die macht wordt sindsdien om het half jaar verlengd. In 1974
bezette Turkije het noorden van Cyprus na een Griekse poging tot staatsgreep. In 1983
werd dat noordelijke deel met Turkse steun van Cyprus afgescheurd. Midden 1990 begon het toetredingsproces van
(Grieks-)Cyprus tot de Europese Unie maar de EU erkent de Turkse Republiek Noord-Cyprus niet.

## Inhoud

### Waarnemingen
De Secretaris-Generaal stelde opnieuw voor de vredesmacht op
Cyprus met instemming van de Cypriotische overheid met 6 maanden te verlengen. Intussen zat het vredesproces
in een impasse. Zo waren er geen maatregelen genomen die vuurwapens in de buurt van de VN-bufferzone moesten
verbieden of die het ontmanningsakkoord over die bufferzone uit 1989 moesten uitbreiden. Ook was de
bewegingsvrijheid van UNFICYP in het noorden van het eiland ingeperkt.

### Handelingen
De Veiligheidsraad verlengde het mandaat van UNFICYP tot 31 december.
Ze betreurde het incident op 3 juni waarbij een Grieks-Cypriotische wacht omkwam in de bufferzone en
Turks-Cypriotische soldaten UNFICYP verhinderden hem te helpen en het incident te onderzoeken. Ook was ze
bezorgd om de almaar sterkere legers en bewapening op Cyprus. Het was de bedoeling het eiland uiteindelijk
te demilitariseren. Bovendien deden militaire oefeningen de spanningen oplopen.
De militaire autoriteiten aan beide zijden werden opgeroepen om:
a. De integriteit van de VN-bufferzone te respecteren en UNFICYP volledige bewegingsvrijheid te geven,
b. Met UNFICYP te spreken over maatregelen om vuurwapens te verbieden in de buurt van de bufferzone,
c. Onmiddellijk alle mijnenvelden en valstrikken in de bufferzone op te ruimen,
d. Militaire bouwwerken in de buurt van de bufferzone te staken,
e. Met UNFICYP te spreken over de uitbreiding van het ontmanningsakkoord.
De Turks-Cyprioten werden ook opgeroepen meer te doen om de levenssituatie van de Grieks-Cyprioten en de
Maronieten op hun grondgebied te verbeteren. De Grieks-Cyprioten werden opgeroepen de
discriminatie tegen Turks-Cyprioten te stoppen. Bij beiden werd ook aangedrongen de huidige impasse te
doorbreken en de directe onderhandelingen te hervatten. De beslissing van de Europese Unie om
toetredingsgesprekken te beginnen met Cyprus was daarbij een belangrijke nieuwe ontwikkeling die een algemeen
akkoord kon vergemakkelijken. Ten slotte werd de Secretaris-Generaal gevraagd tegen 10 december te
rapporteren over de uitvoering van deze resolutie.

## Verwante resoluties
- Resolutie 1000 Veiligheidsraad Verenigde Naties (1995)
- Resolutie 1032 Veiligheidsraad Verenigde Naties (1995)
- Resolutie 1092 Veiligheidsraad Verenigde Naties
- Resolutie 1117 Veiligheidsraad Verenigde Naties (1997)

Lijst ·  1036 ·  1037 ·  1038 ·  1039 ·  1040 ·  1041 ·  1042 ·  1043 ·  1044 ·  1045 ·  1046 ·  1047 ·  1048 ·  1049 ·  1050 ·  1051 ·  1052 ·  1053 ·  1054 ·  1055 ·  1056 ·  1057 ·  1058 ·  1059 ·  1060 ·  1061 ·  1062 ·  1063 ·  1064 ·  1065 ·  1066 ·  1067 ·  1068 ·  1069 ·  1070 ·  1071 ·  1072 ·  1073 ·  1074 ·  1075 ·  1076 ·  1077 ·  1078 ·  1079 ·  1080 ·  1081 ·  1082 ·  1083 ·  1084 ·  1085 ·  1086 ·  1087 ·  1088 ·  1089 ·  1090 ·  1091 ·  1092